# Maustetytöt
Maustetytöt är en finländsk duo vars medlemmar är systrarna gitarristen Anna Karjalainen (född 1992) och keyboardisten Kaisa Karjalainen (född 1993). Bandets första singel "Tein kai lottorivini väärin" släpptes i februari 2019 och det första albumet Kaikki tiet vievat Peltolaan i oktober samma år. 
Systrarna kommer från Vaala i Norra Österbotten. De bor i Berghäll i Helsingfors. De brukar lyssna på traditionell finsk schlager (finska: iskelmä) och deras musikaliska förebild är Leevi and the Leavings. Oskari Onninen säger i Helsingin Sanomat att bandet är "direkt misstänkt 'äkta' och icke-kommersiellt". Enligt musiktidningen Soundis Antti Luukkanen innehåller låtarna "vardagsrealism och glamour av rent elände". Bandets skivbolag är Is This Art!, vilket beskriver Maustetytöt som en indiepopduo.

## Diskografi
- 2019 – Kaikki tiet vievät Peltolaan
- 2020 – Eivät enkelitkään ilman siipiä lennä
- 2022 – Maustetytöt X Agents (EP)
- 2023 – Maailman onnellisin kansa